# Lac Lepage (rivière Wacekamiw)
Pour les articles homonymes, voir Lepage et Lac Lepage.
Le lac Lepage est un plan d'eau douce constituant la tête de la rivière Wacekamiw, dans la partie Centre-Sud du réservoir Gouin, dans le territoire de la ville de La Tuque, dans la région administrative de la Mauricie, dans la province de Québec, au Canada.
Ce lac s’étend entièrement dans le canton de Chapman.
Les activités récréotouristiques constituent la principale activité économique du secteur. La foresterie arrive en second.
Diverses routes forestières secondaires desservent chaque côté du lac Lepage pour accommoder les activités récréotouristiques et la foresterie. Ces routes forestières se connectent au Sud à la route 400 qui relie le barrage Gouin au village de Parent (Québec), desservant aussi les vallées des rivières Jean-Pierre et Leblanc.
La surface du lac Lepage est habituellement gelée de la mi-novembre à la fin avril, toutefois la circulation sécuritaire sur la glace se fait généralement du début décembre à la fin de mars.

## Géographie
Les bassins versants voisins du lac Lepage sont :
- côté nord : rivière Wacekamiw, lac Marmette (réservoir Gouin), baie Eskwaskwakamak, lac Kawawiekamak, rivière Toussaint, lac McSweeney ;
- côté est : lac Marmette (réservoir Gouin), baie Marmette Sud, lac Magnan (réservoir Gouin) (baie Sud), lac Nevers (réservoir Gouin), lac Brochu (réservoir Gouin) ;
- côté sud : rivière Nemio, lac Huguenin, lac Sulte, lac Sergent, ruisseau Pitchpine ;
- côté ouest : rivière Nemio, lac Bureau (réservoir Gouin) (baie du Nord et baie de l’Est), baie Thibodeau, lac du Mâle (réservoir Gouin), baie Saraana.

Le lac Lepage est surtout alimenté par cinq décharges de petits lacs : deux à l’Est, deux au Sud et un à l’Ouest.
D’une longueur de 10,0 km, le lac Lepage se caractérise par (sens horaire) :
1. côté Est : une bande de terre de 4,0 km, séparant une baie secondaire de la baie Marmette Sud ;
2. côté Sud : trois presqu’îles s’étirant vers le Nord, formant quatre baies dont la plus longue est de 3,5 km ;
3. côté Sud-Ouest : comportant une zone montagneuse ;
4. côté Ouest : comportant la décharge d’un petit lac lequel descend en zone de marais.

La confluence du lac Lepage avec la rivière Wacekamiw est localisée du côté Nord du plan d’eau à :
- 4,8 km au Sud de l’embouchure de la rivière Wacekamiw ;
- 23,2 km au Sud-Est du centre du village d'Obedjiwan lequel est situé sur une presqu’île de la rive Nord du réservoir Gouin ;
- 55,7 km à l’Ouest du barrage Gouin ;
- 100,2 km au Nord-Ouest du centre du village de Wemotaci (rive Nord de la rivière Saint-Maurice) ;
- 191,2 km au Nord-Ouest du centre-ville de La Tuque ;
- 292 km au Nord-Ouest de l’embouchure de la rivière Saint-Maurice (confluence avec le fleuve Saint-Laurent à Trois-Rivières)[1].

À partir du lac Lepage (en partant à côté de l’île barrant l’embouchure), le courant coule sur 87,3 km jusqu’au barrage Gouin, selon les segments suivants :
- 5,6 km vers le Nord en empruntant le cours de la rivière Wacekamiw jusqu’à son embouchure ;
- 3,6 km vers le Nord en traversant une baie secondaire ;
- 7,1 km vers le Nord jusqu’à la sortie de la baie Ganipi ;
- 22,6 km d’abord vers le Nord-Est pour contourner une presqu’île, puis vers le Sud-Est en traversant la baie Marmette Sud jusqu’à la confluence du lac Chapman (réservoir  Gouin) ;
- 7,3 km vers l’Est, en contournant par le Nord l’île de la Croix dans sa traversée du lac Nevers (réservoir Gouin), jusqu’à son embouchure ;
- 41,1 km passant au Sud de l’île Kaminictikotanak et en contournant par le Nord une grande péninsule rattachée à la rive Sud du réservoir Gouin ;

vers le Sud-Est dans le bras Sud-Est du lac Brochu (réservoir Gouin) ; et vers l’Est dans la baie Kikendatch jusqu’au barrage Gouin.
À partir de ce barrage, le courant emprunte la rivière Saint-Maurice jusqu’à Trois-Rivières.

## Toponymie
Le terme « Lepage » constitue un patronyme de famille d’origine française.
Le toponyme "Lac Lepage" a été officialisé le 4 juillet 1972 par la Commission de toponymie du Québec.